# Da Jia
Da Jia (大甲; Dà Jiǎ) eller Tai Jia (太甲; Tài Jiǎ) var en kinesisk kung ur Shangdynastin. Da Jia regerade under tolv år, under 1500-talet f.Kr. I orakelbensskrifterna titulerades han Da Jia, och i Bambuannalerna och I Shiji skrevs hans namn Tai Jia. Da Jia hade eventuellt tre söner: Da Geng, Xiao Jia och Wo Ding, som båda senare blev regenter. Da Jias personnamn var Zhi (至)
Enligt orakelbensskriften efterträdde Da Jia sin far Da Ding, men enligt Shiji efterträdde Da Jia kung Zhong Ren efter beslut av minister Yi Yin då Da Ding hann avlida innan han tillträtt som regent. Från de första åren som regent styrde han från Bo.
Efter tre år som regent visade sig Da Jia vara inkompetent som ledare, och Yi Yin placerade honom i husarrest i palatset, varefter Yi Yin styrde dynastin i tre år. Därefter går källorna isär. Enligt Shiji förbättrade sig Da Jia i fångenskap och ändrade attityd, varefter Yi Yin återgav honom makten. Enligt Bambuannalerna flydde i stället Da Jia, och efter ett inbördeskrig lät han avrätta Yi Yin.
På sitt tolfte år som regent avled Da Jia. Enligt orakelbensskriften efterträddes Da Jia av sin bror Bu Bing. Enligt Shiji och Bambuannalerna efterträddes Da Jia  av sin son Wo Ding. Det finns även teorier om att Da Jia efterträddes av Yi Yins son, som Da Jia adopterat.
Da Jia tillhörde Shangdynastins fem första regenterna i den raka släcktlinjen som senare benämndes ’Större förfäder’ (大示). Detta gav honom den högsta statusen hos sina ättlingar som utövade stor förfädersdyrkan.